# Florida
Florida (Aussprache amerikanisches Englisch [ˈflɔːɹɪdə] ⓘ, auch [ˈflɑːɹɪdə], spanisch [floˈɾiða]) ist ein Bundesstaat im äußersten Südosten der Vereinigten Staaten von Amerika. Er ist bekannt als Sunshine State, der Sonnenscheinstaat. Er grenzt im Westen an den Golf von Mexiko, im Nordwesten an Alabama, im Norden an Georgia, im Osten an den Atlantischen Ozean und im Süden an die Meerenge von Florida und Kuba. Etwa zwei Drittel Floridas befinden sich auf einer Halbinsel zwischen dem Golf von Mexiko und dem Atlantischen Ozean, während der Festlandteil den Florida-Panhandle bildet.
Florida wurde häufig von Großbritannien angegriffen und begehrt, bevor Spanien es 1819 im Austausch für die Beilegung des Grenzstreits entlang des Sabine River im spanischen Texas an die USA abtrat. Florida wurde am 3. März 1845 als 27. Staat aufgenommen und war der Hauptschauplatz der Seminolenkriege (1816–1858), des längsten und umfangreichsten der amerikanischen Indianerkriege. Der Staat spaltete sich am 10. Januar 1861 von der Union ab und wurde einer der sieben ursprünglichen Konföderierten Staaten. Nach dem Bürgerkrieg wurde er am 25. Juni 1868 wieder in die Union aufgenommen.

## Geographie

Topographische Karte Floridas

Florida besteht aus der Halbinsel Florida sowie dem Festlandteil Florida Panhandle und liegt im Südosten der Vereinigten Staaten. An der Ostküste liegt der Atlantische Ozean, an der West- und an der Südküste der Golf von Mexiko.

### Geographische Lage
Mit einer Länge von etwa 2.170 km (1.350 Meilen) hat Florida die längste Küstenlinie der gesamten Vereinigten Staaten (ohne die zahlreichen Barriereinseln). Er ist der einzige Bundesstaat, der sowohl an den Golf von Mexiko als auch an den Atlantischen Ozean grenzt. Mit über 23 Millionen Einwohnern ist er der drittbevölkerungsreichste Bundesstaat der Vereinigten Staaten hinter Kalifornien und Texas und rangiert in Bezug auf die Bevölkerungsdichte an achter Stelle (Stand: 2020). Der Großraum Miami, in dem die Städte Miami, Fort Lauderdale und West Palm Beach liegen, ist mit 6,138 Millionen Einwohnern der größte Großraum des Bundesstaates; die bevölkerungsreichste Stadt ist Jacksonville. Zu den anderen großen Bevölkerungszentren Floridas gehören der Großraum Tampa Bay, Orlando, Cape Coral/Fort Myers und die Hauptstadt Tallahassee.
Der Bundesstaat besitzt am südlichen Ende eine Inselkette, deren Inseln „Keys“ genannt werden. Die bekanntesten sind die Florida Keys, die durch 42 Brücken miteinander verbunden sind. Am Ende dieser Inselkette liegt Key West. Von dort aus sind es nur 140 Kilometer bis nach Kuba. In Key West befindet sich auch der südlichste Punkt der kontinentalen USA.

### Ausdehnung des Staatsgebiets
Mit einer Gesamtfläche von 170.304 km² hat Florida den 22. Platz unter den Bundesstaaten. 30.634 km² (17,99 %) des Staatsgebietes sind Wasserflächen.
Florida hat eine Breite von 260 km zwischen 79° 48' W und 87° 38' W sowie eine Länge von 800 km zwischen 24° 30' N und 31° 00' N.

### Nachbarstaaten
Im Norden liegen die US-Bundesstaaten Georgia und Alabama. Florida liegt in der Nähe von Kuba, Haiti und anderen Ländern der Karibik. Nach Hawaii ist es der südlichste Staat der Vereinigten Staaten.

### Geologie
Das Kontinentalschelf von Florida ist eine über 700 km lange Ausbuchtung des nordamerikanischen Kontinents. Die Halbinsel Floridas ist der übermeerische Teil dieser Ausbuchtung, der Panhandle gehört zur Küstenebene des Golfs von Mexiko. Der tiefe Untergrund ist zusammengesetzt aus präkambrischem Vulkangestein, Sedimentgestein aus dem Devon und späteren vulkanischen Gesteinen aus Trias und Jura. Darüber liegen junge Sedimentgesteine aus allen Perioden zwischen Jura und dem Holozän. Strukturprägend ist Kalkstein, der überwiegend stark porös ist. In diesem porösen Kalkstein liegt der für die Süßwasserversorgung Floridas bedeutende zentrale Aquifer. Die chemische Erosion an der Oberfläche des Kalksteins führt zu Karsterscheinungen.
Florida ist besonders durch steigende Meeresspiegel betroffen. In Miami Beach ist der Meeresspiegel seit etwa 1920 um 23 cm gestiegen. Das steigende Salzwasser dringt in den Aquifer ein und führte seit den 1990er-Jahren zum Verlust von Trinkwassergewinnungen. Außerdem verlieren Entwässerungsgräben ihr Gefälle gegen das Meer, so dass Überflutungsbereiche nicht mehr trockengelegt werden können.

### Klima
Das Klima in Florida variiert von subtropisch im Norden bis tropisch im Süden. Neben Hawaii ist Florida der einzige Staat mit tropischem Klima, weshalb sich hier gleich mehrere einzigartige Ökosysteme befinden, darunter die Sümpfe des Everglades National Park, die größte tropische Wildnis der USA und eine der größten Amerikas. Zu den einzigartigen Wildtieren gehören der amerikanische Alligator, das amerikanische Krokodil, der amerikanische Flamingo, der Rosalöffler, der Florida-Panther, der Große Tümmler und die Seekuh. Das Florida-Riff ist das einzige lebende Korallenriff auf dem US-amerikanischen Festland und nach dem Great Barrier Reef und dem Belize Barrier Reef das drittgrößte Korallenriffsystem der Welt.
Florida liegt im Wesentlichen in der feucht subtropischen Klimazone (Ostseitenklima), lediglich der äußerste Süden (sowie ein schmaler Streifen an der Südostküste) befindet sich in den feuchten Tropen. In der Zeit von Juni bis November wird Florida häufig von teils heftigen tropischen Stürmen (Hurrikanen) heimgesucht. Die Winter sind mit Temperaturen um 25 °C warm. Schnee ist in Florida sehr selten.
| Monat                 | JAN | FEB | MÄR | APR | MAI | JUN | JUL | AUG | SEP | OKT | NOV | DEZ | JAHR |
| --------------------- | --- | --- | --- | --- | --- | --- | --- | --- | --- | --- | --- | --- | ---- |
| Tagestemperatur °C    | 18  | 20  | 23  | 27  | 30  | 32  | 33  | 33  | 31  | 27  | 23  | 19  | 26,3 |
| Nachttemperatur °C    | 6   | 7   | 10  | 14  | 18  | 21  | 23  | 23  | 20  | 15  | 10  | 7   | 14,5 |
| Sonnenstunden pro Tag | 6   | 7   | 8   | 9   | 10  | 8   | 8   | 8   | 6   | 7   | 6   | 6   | 7,3  |
| Regentage             | 7   | 7   | 7   | 6   | 7   | 11  | 13  | 12  | 14  | 11  | 6   | 7   | 108  |
| Wassertemperatur °C   | 17  | 17  | 18  | 20  | 23  | 26  | 29  | 30  | 29  | 27  | 24  | 20  | 23   |

| Monat                 | JAN | FEB | MÄR | APR | MAI | JUN | JUL | AUG | SEP | OKT | NOV | DEZ | JAHR |
| --------------------- | --- | --- | --- | --- | --- | --- | --- | --- | --- | --- | --- | --- | ---- |
| Tagestemperatur °C    | 24  | 25  | 26  | 28  | 30  | 31  | 32  | 32  | 31  | 29  | 26  | 25  | 28,2 |
| Nachttemperatur °C    | 18  | 19  | 20  | 22  | 24  | 25  | 26  | 26  | 25  | 23  | 20  | 19  | 22,1 |
| Sonnenstunden pro Tag | 8   | 9   | 10  | 11  | 11  | 11  | 10  | 10  | 9   | 9   | 8   | 7   | 9,3  |
| Regentage             | 6   | 6   | 5   | 6   | 7   | 9   | 8   | 9   | 13  | 12  | 9   | 6   | 96   |
| Wassertemperatur °C   | 24  | 24  | 24  | 25  | 26  | 27  | 29  | 30  | 29  | 28  | 27  | 25  | 27   |

| Monat                 | JAN | FEB | MÄR | APR | MAI | JUN | JUL | AUG | SEP | OKT | NOV | DEZ | JAHR |
| --------------------- | --- | --- | --- | --- | --- | --- | --- | --- | --- | --- | --- | --- | ---- |
| Tagestemperatur °C    | 24  | 25  | 26  | 28  | 30  | 31  | 32  | 33  | 32  | 30  | 27  | 25  | 28,6 |
| Nachttemperatur °C    | 15  | 15  | 18  | 19  | 22  | 23  | 25  | 25  | 24  | 22  | 19  | 16  | 20,2 |
| Sonnenstunden pro Tag | 7   | 8   | 9   | 10  | 10  | 10  | 10  | 9   | 9   | 9   | 8   | 7   | 8,8  |
| Regentage             | 5   | 6   | 6   | 6   | 9   | 10  | 13  | 16  | 14  | 11  | 7   | 5   | 108  |
| Wassertemperatur °C   | 22  | 22  | 23  | 25  | 27  | 29  | 30  | 31  | 30  | 28  | 26  | 24  | 26   |

| Monat                 | JAN | FEB | MÄR | APR | MAI | JUN | JUL | AUG | SEP | OKT | NOV | DEZ | JAHR |
| --------------------- | --- | --- | --- | --- | --- | --- | --- | --- | --- | --- | --- | --- | ---- |
| Tagestemperatur °C    | 24  | 23  | 26  | 28  | 31  | 32  | 33  | 33  | 32  | 29  | 26  | 23  | 28,1 |
| Nachttemperatur °C    | 9   | 10  | 13  | 15  | 19  | 22  | 23  | 23  | 22  | 19  | 14  | 11  | 16,6 |
| Sonnenstunden pro Tag | 6   | 7   | 8   | 10  | 10  | 9   | 9   | 8   | 8   | 7   | 7   | 6   | 7,9  |
| Regentage             | 6   | 7   | 7   | 4   | 7   | 13  | 12  | 12  | 10  | 6   | 6   | 6   | 96   |

### Flora und Fauna

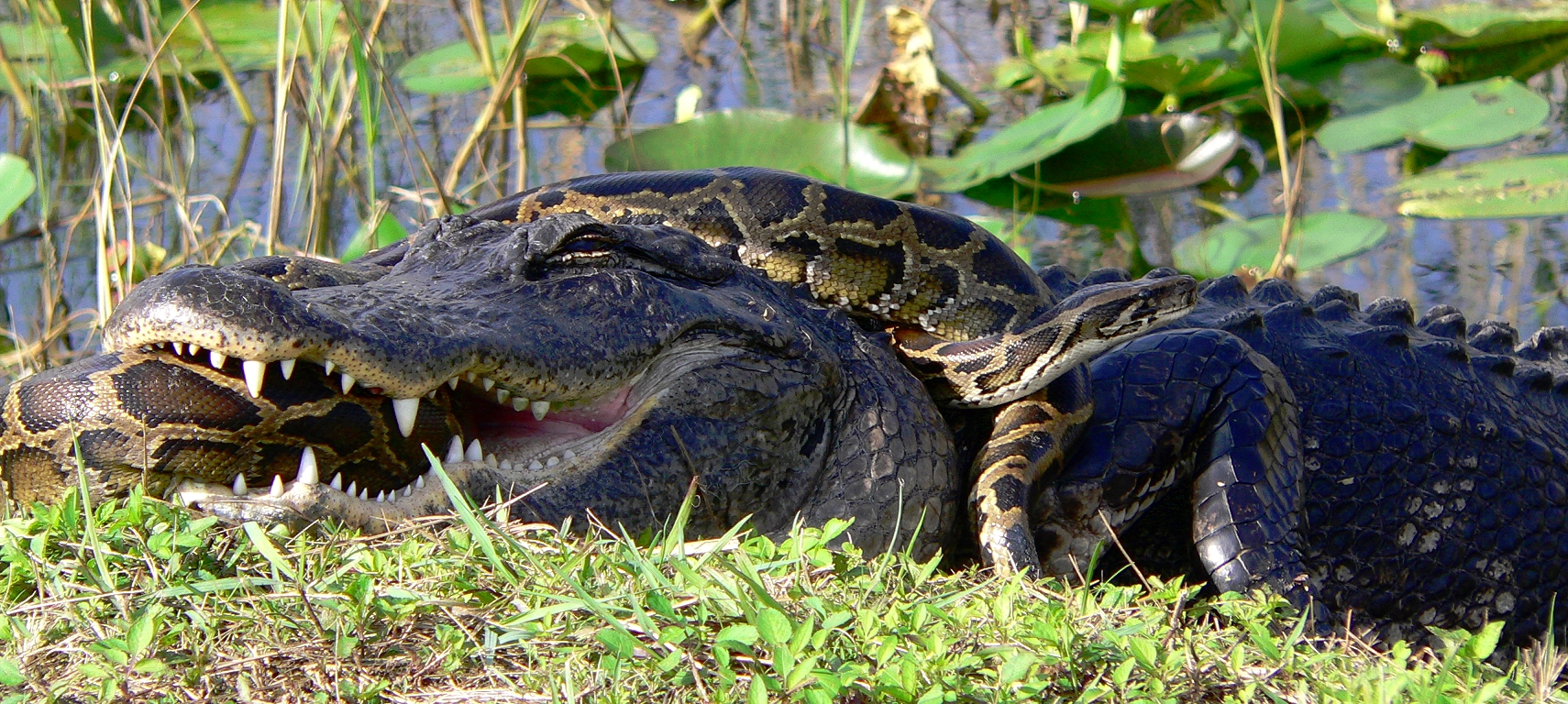
Einheimischer Alligator und fremdländischer Tigerpython im Kampf

In Florida wachsen vor allem Subtropische Feuchtwälder – größtenteils aus Kiefern und verschiedenen Palmenarten bestehend – die im äußersten Süden und an den südlichen Küstenbereichen in tropische Vegetationsformen übergehen – hier seien vor allem die Sumpfzypressenwälder, die „Tropenwaldinseln“ in den Everglades-Sümpfen (Hammocks) und die Mangrovenwälder an der Küste genannt. Im Landesinnern bilden die Wälder zum Teil offene Bereiche, die als „Prärien“ bezeichnet werden, obgleich sie neben Gräsern auch einen hohen Gehölzanteil aufweisen. Die Artenvielfalt und Biodiversität des Staates gehört zu den höchsten in den USA.
In den zum Teil noch weitgehend naturbelassenen Landschaften haben über fünfzig vom Aussterben bedrohte Arten ihr Zuhause, darunter die karibische Seekuh, die Lederschildkröte, Atlantik-Bastardschildkröte und Karettschildkröte und das Spitzkrokodil in den Gewässern, die Säugetiere Florida-Panther (Puma-Unterart), Key-Weißwedelhirsch und Florida-Bulldoggfledermaus sowie zahlreiche Vogelarten einschließlich des Weißkopfseeadlers.
Florida gehört weltweit zu den Schwerpunktorten für invasive Fremdarten, die durch den Menschen eingeschleppt wurden. Dazu zählt etwa die Beifuß-Ambrosie, der Asiatische Marienkäfer oder der Dunkle Tigerpython in den Everglades. Die Nähe der Naturräume zu den dicht besiedelten Küstenstädten mit reichlich Tourismus und Handelsverkehr begünstigt diese Entwicklung. Nicht alle Neuankömmlinge sind zwangsläufig schädlich. In Florida sind jedoch etliche Arten dabei, die eine große Gefahr für die bedrohten einheimischen Arten geworden sind. Insbesondere der Python hat sich in Südflorida enorm vermehrt und (Stand 2015) bis zu 99 Prozent der vorhandenen Opossums, Waschbären oder Marschkaninchen vernichtet. Die aus Südostasien stammende Schlange wurde wahrscheinlich von privaten Schlangenhaltern ausgesetzt, als Import und Verkauf von Würgeschlangen in Florida noch legal waren. Angesichts der Problematik wurde das mittlerweile verboten. Heute zahlt die Wasserbehörde eine Prämie für jeden erlegten Python. Angesichts der vermuteten 30.000 Tiere ist das jedoch ein aussichtsloser Kampf.

## Bevölkerung

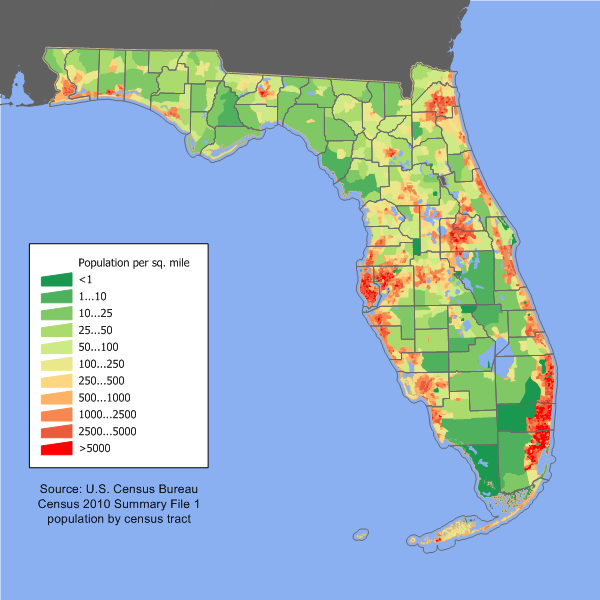
Bevölkerungsdichte

Florida hat 21,47 Mio. Einwohner (Stand Juli 2019), davon sind 77,3 % Weiße (dabei 26,1 % Hispanics und Latinos), 16,9 % Afroamerikaner, 3,0 % Asiatische Amerikaner. Basierend auf den Bevölkerungsschätzungen des United States Census Bureau überholte Florida den Bundesstaat New York und ist seit 2014 der drittbevölkerungsreichste Bundesstaat der Vereinigten Staaten. Die beiden Staaten mit einer größeren Bevölkerung sind Kalifornien und Texas.

### Religionen
Die Bevölkerung Floridas gehört vor allem verschiedenen protestantischen Kirchen an. Jedoch steigt der Anteil der Katholiken rasant, vor allem wegen der Immigration von Einwanderern aus Kuba, der Dominikanischen Republik und aus anderen lateinamerikanischen Staaten.
Im Gegensatz zu anderen Südstaaten der USA hat Florida mit etwa 4 % einen relativ hohen Anteil an Juden.
Die wichtigsten Religionsgemeinschaften im Jahr 2000:
2.596.148 Katholische Kirche, 1.292.097 Southern Baptist Convention, 628.485 Judentum, 458.623 United Methodist Church

### Größte Städte
| Ort              |                  |  |         | Einwohner |
| Jacksonville     | Jacksonville     |  | 949.611 | 949.611   |
| Miami            | Miami            |  | 442.241 | 442.241   |
| Tampa            | Tampa            |  | 384.959 | 384.959   |
| Orlando          | Orlando          |  | 307.573 | 307.573   |
| Saint Petersburg | Saint Petersburg |  | 258.308 | 258.308   |
| Hialeah          | Hialeah          |  | 223.109 | 223.109   |
| Port St. Lucie   | Port St. Lucie   |  | 204.851 | 204.851   |
| Tallahassee      | Tallahassee      |  | 196.169 | 196.169   |
| Cape Coral       | Cape Coral       |  | 194.016 | 194.016   |
| Fort Lauderdale  | Fort Lauderdale  |  | 182.760 | 182.760   |
| Pembroke Pines   | Pembroke Pines   |  | 171.178 | 171.178   |
| Hollywood        | Hollywood        |  | 153.067 | 153.067   |
| Gainesville      | Gainesville      |  | 141.085 | 141.085   |
| Miramar          | Miramar          |  | 134.721 | 134.721   |
| Coral Springs    | Coral Springs    |  | 134.394 | 134.394   |
| Palm Bay         | Palm Bay         |  | 119.760 | 119.760   |
| West Palm Beach  | West Palm Beach  |  | 117.415 | 117.415   |
| Clearwater       | Clearwater       |  | 117.292 | 117.292   |
| Lakeland         | Lakeland         |  | 112.641 | 112.641   |
| Pompano Beach    | Pompano Beach    |  | 112.046 | 112.046   |
| Census 2020      |                  |  |         |           |

## Geschichte
→ Zur Kolonialgeschichte von Florida siehe auch: Spanische Kolonie Florida

### Vorgeschichte
Verschiedene indianische Völker bewohnen Florida seit mindestens 14 000 Jahren. Wichtige Hinweise zur frühen Besiedlung Floridas liefert die Archäologische Fundstelle Windover bei Titusville, wo im dortigen Windover bog 1982 die Überreste von mindestens 168 Moorleichen aus dem 6. Jahrtausend v. Chr. ausgegraben wurden.

### Spanische Expeditionen

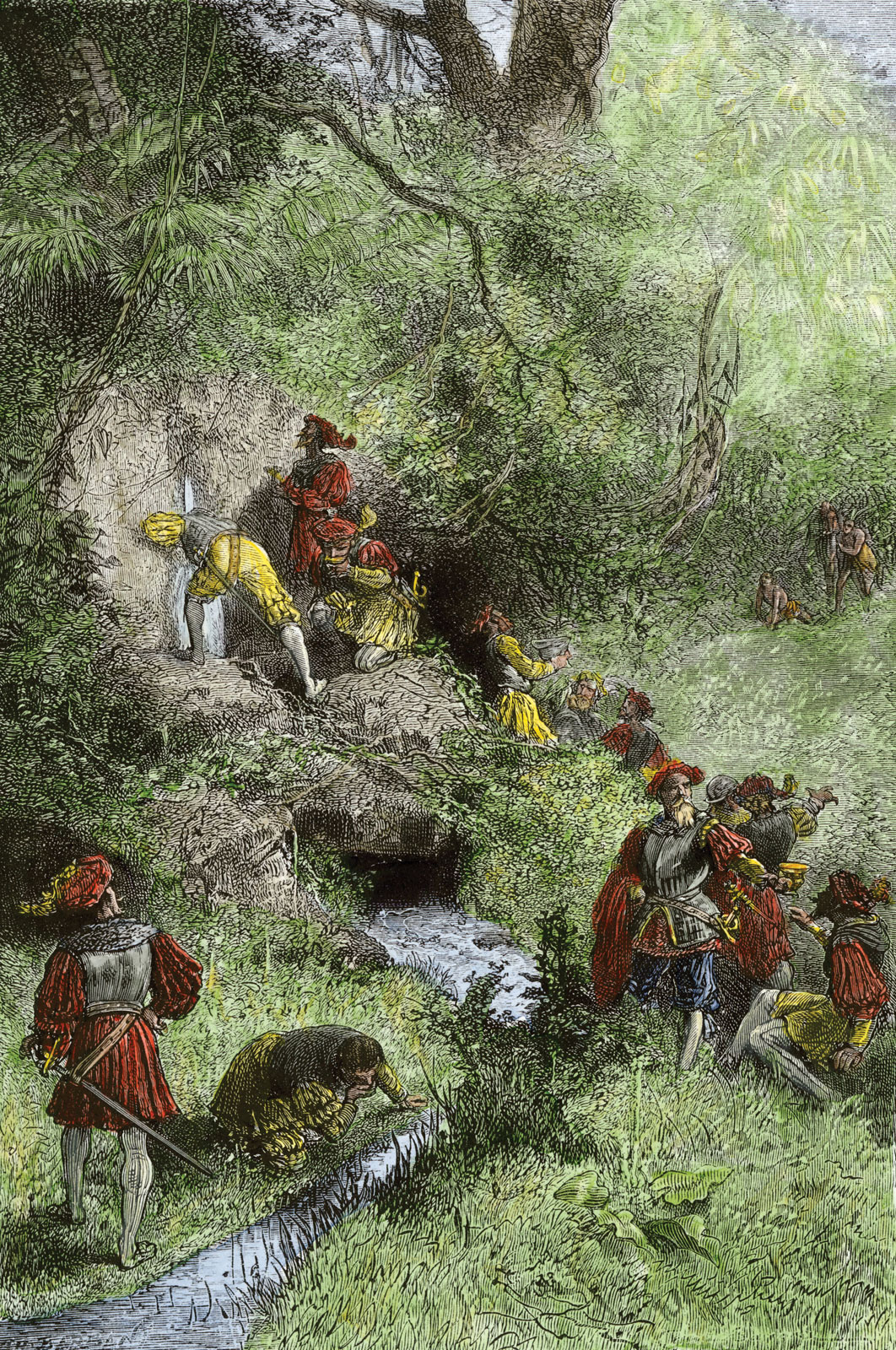
Ponce de León entdeckt Florida (Holzschnitt).

Archäologische Funde lassen darauf schließen, dass Florida vor der Entdeckung durch die europäischen Siedler schon seit mehreren tausend Jahren bewohnt war. In der Folge wurde Florida das erste Gebiet auf dem amerikanischen Festland, das dauerhaft von Europäern besiedelt wurde. Im Jahr 1513 ging der spanische Entdecker Juan Ponce de León als erster Europäer an Land und nannte die Region La Florida (Land der Blumen). 1521 reiste Ponce de León – ausgerüstet und von einer Siedlergruppe begleitet – erneut nach Florida, um für Spanien dort eine Kolonie La Florida zu gründen, die von der indigenen Bevölkerung jedoch zerschlagen wurde. 1528 erkundete der Konquistador Pánfilo de Narváez, der in Florida Gold zu finden hoffte, die Westküste der Halbinsel, scheiterte aber ebenfalls an der Feindseligkeit der Einheimischen. Narváez erlitt schließlich Schiffbruch, sein Offizier Álvar Núñez Cabeza de Vaca überlebte jedoch, kehrte nach Spanien zurück und konnte dort von der Expedition berichten. Hernando de Soto wurde dadurch angeregt, 1539 erneut eine Invasion zu versuchen. Wie Narváez landete auch De Soto an der Westküste und unternahm von dort aus eine ausgedehnte Expedition durch den Südosten der heutigen USA, bei der jedoch ebenfalls weder Gold noch ein geeigneter Standort für die Gründung einer Kolonie gefunden wurde, sodass die Spanier nach De Sotos Tod die Expedition aufgaben. 1559 errichtete Tristán de Luna y Arellano eine Siedlung im Gebiet des Pensacola, gab diese jedoch schon zwei Jahre später wieder auf.

### Hugenottische und spanische Siedlungen
1562 erkundete der Franzose Jean Ribault, der auf der Suche nach einem möglichen Siedlungsplatz für hugenottische Auswanderer war, die Mündung des St. Johns River an der Ostküste von Florida. 1564 gründete sein Landsmann René Goulaine de Laudonnière dort die erste hugenottische Siedlung, das Fort Caroline. Die Spanier sahen sich herausgefordert und setzten 1565 einen Gouverneur von Florida ein, Pedro Menéndez de Avilés, der das französische Fort noch im selben Jahr zerstören ließ und 60 km südlich San Agustín gründete, die erste europäische Siedlung auf dem nordamerikanischen Festland, die kontinuierlich besiedelt ist. Von San Agustín aus begannen die Spanier, den Südosten mit einem Netz katholischer Missionen zu überziehen.

### Britische und französische Feindseligkeiten
1586 wurde San Agustín von dem englischen Freibeuter und späteren Vizeadmiral Francis Drake überfallen und ausgeplündert. Im 17. Jahrhundert versuchten englische Siedler in Virginia und den Carolinas beständig, die Grenze der spanischen Kolonie weiter nach Süden zu drängen. Dasselbe taten die französischen Siedler am Unterlauf des Mississippi. 1702 ließ der britische Kolonialgouverneur von South Carolina, Colonel James Moore, mit Hilfe verbündeter Muskogee-Indianer den Ort San Agustín zerstören; eine Einnahme des spanischen Forts gelang ihm jedoch nicht. Zwei Jahre darauf begann Moore, spanische Missionen im Norden Floridas niederbrennen und Indianer töten zu lassen, die mit den Spaniern auf gutem Fuße standen. Im Westen Floridas nahmen Franzosen 1719 die seit 1696 erneut bestehende spanische Siedlung in Pensacola ein.

### Unter britischer Herrschaft

Das erweiterte Westflorida (1767)

Nach dem Siebenjährigen Krieg trat Spanien Florida an Großbritannien ab, das den Spaniern im Gegenzug die Herrschaft über Havanna überließ. Vertraglich besiegelt wurde dieser Tausch 1763 im Pariser Frieden. La Florida deckte bis zu diesem Zeitpunkt nur einen Teil des heutigen Bundesstaates Florida ab; die südliche Grenze lag etwa beim heutigen Gainesville. Die Briten teilten das Territorium in Ostflorida und Westflorida auf und betrieben eine konsequente Besiedelungspolitik. So boten sie den Siedlern kostenloses Land und Unterstützung beim Aufbau exportorientierter Unternehmen. Um den Bedarf an Arbeitskräften zu decken, wurden aus Europa in großer Zahl Schuldknechte nach Florida geholt. 1767 wurden die Grenzen von Westflorida so weit nach Norden ausgedehnt, dass das Territorium auch den Süden der heutigen Bundesstaaten Mississippi und Alabama umfasste.

### Schicksal der indigenen Bevölkerung
Die Ureinwohner Floridas starben nach der Ankunft der ersten Spanier zu Tausenden, weil sie gegen die von ihnen eingeschleppten Krankheiten nicht immun waren. Ganze Völker wurden ausgelöscht, und es wird angenommen, dass die Spanier nach der britischen Übernahme von Florida die wenigen Indianer, die in ihren katholischen Missionen überlebt hatten, nach Kuba in Sicherheit brachten. Im Verlaufe des 18. Jahrhunderts wurde die Halbinsel jedoch erneut von Indianern besiedelt, als Teile der Muskogee, die sich untereinander entzweit hatten, aus dem Norden einzuströmen begannen. Infolge des Yamasee-Krieges gelangten auch viele Flüchtlinge der Yuchi und der Yamasee nach Florida. Trotz ihrer heterogenen Wurzeln wurden diese Indianer einheitlich als „Seminolen“ bezeichnet.

### Erneut unter spanischer Herrschaft
Im Amerikanischen Unabhängigkeitskrieg gewann Spanien, das auf Seiten Frankreichs gegen die Briten kämpfte, 1781 die Kontrolle über den größten Teil von Westflorida zurück. Im Frieden von Paris (1783) wurde Spanien ganz Florida wieder zugesprochen. Zu einer nennenswerten spanischen Besiedelung kam es danach nicht, die Besiedelungspolitik der Spanier zog Migranten jedoch insbesondere aus den Vereinigten Staaten an. Ein Zufluchtsort wurde Florida auch für Sklaven, die aus den Südstaaten entliefen, weil die Spanier ihnen die Freiheit versprochen hatten, wenn sie sich zum katholischen Glauben bekannten.

### Amerikanische Eroberung
Im Jahre 1810 erhoben sich britische Siedler gegen die spanische Herrschaft und riefen am 23. September eine Free and Independent Republic of West Florida aus, die jedoch nur gut zehn Wochen Bestand hatte.
Am 27. Oktober desselben Jahres wurden Teile von Westflorida von den Vereinigten Staaten beansprucht, die geltend machten, die Region sei Gegenstand des Louisiana Purchase, bei dem die USA 1803 die französische Kolonie Louisiana erworben hatten. Die Übergabe der betroffenen Gebiete, die anschließend ins Orleans-Territorium und ins Mississippi-Territorium eingegliedert wurden, erfolgte im Dezember 1810. Nach dem Ersten Seminolenkrieg (1817/1818), in dessen Verlauf amerikanische Truppen wiederholt in spanisches Gebiet eindrangen, kontrollierten die USA das gesamte Gebiet von Westflorida. Seit dem Britisch-Amerikanischen Krieg (1812–1814) befanden sich auch Teile von Ostflorida unter amerikanischer Kontrolle.

### Unter amerikanischer Herrschaft
Ihren Abschluss fand die Amerikanisierung von Florida 1819 mit dem Adams-Onís-Vertrag, bei dem die Vereinigten Staaten im Gegenzug auf Landansprüche in Texas verzichteten. Am 17. Juli 1821 übernahm der spätere US-Präsident Andrew Jackson in Pensacola offiziell die Kontrolle über Florida. Am 30. März 1822 wurde Florida zum Organized Territory. Ostflorida und Westflorida wurden vereinigt, große Teile von Westflorida blieben jedoch auch weiterhin dem Orleans Territory und dem Mississippi Territory angeschlossen. Neue Hauptstadt des Territoriums wurde Tallahassee.
Infolge der Indianer-Umsiedlung erlebte Florida in den 1830er-Jahren einen Wirtschaftsboom. Dieser wurde zusätzlich noch durch den schuldenfinanzierten Ausbau der Verkehrswege befördert. 1840 war die Staatsverschuldung Floridas daher massiv angestiegen. Mit einer Schuldenstandsquote von 77 % der Wirtschaftsleistung lag Florida an der Spitze der amerikanischen Staaten und Gebiete. Infolge der Wirtschaftskrise von 1837 musste Florida 1840 Staatsbankrott anmelden und bediente seine Staatsanleihen nicht weiter.

### Bundesstaat der USA
Am 3. März 1845 wurde Florida der 27. Bundesstaat der USA. Im Dritten Seminolenkrieg (1855 bis 1858) wurde ein Großteil der verbliebenen Seminolen ins Indianerterritorium zwangsumgesiedelt. Unter Führung von Gouverneur Madison S. Perry verließ Florida am 11. Januar 1861 die Union und schloss sich den Konföderierten Staaten an. Nach der Niederlage im Amerikanischen Bürgerkrieg und dem Selbstmord von Gouverneur John Milton wurde Florida im Rahmen der Reconstruction unter militärisches Besatzungsrecht gestellt. Erst 1868 wurde eine neue Verfassung entworfen, am 25. Juni 1868 erfolgte die Wiederaufnahme in die Union. Die „Reconstruction“ endete durch den „Kompromiss von 1877“. Darin stimmten Florida, South Carolina und Louisiana der aufgrund eines unklaren Wahlausgangs umstrittenen Präsidentschaft von Rutherford B. Hayes zu, wenn gleichzeitig alle US-Truppen diese Staaten verlassen würden.
Der Ölmagnat Henry Morrison Flagler begann mit der touristischen Erschließung Floridas im Jahr 1885. Er war der Erbauer der Bahnstrecke an Floridas Ostküste (Florida East Coast Railway). Am 22. Januar 1912 fuhr der erste Zug bis Key West. Flagler schuf eine Art amerikanische Riviera. Der Florida-Landboom zog Touristen sowie Einwohner aus dem Norden nach Florida. Der Boom wurde aber durch den Miami-Hurrikan (1926), den Okeechobee-Hurrikan (1928) und die Große Depression gestoppt. Die Rezession traf die Tourismusbranche schwer. Das Eintreffen der Mittelmeerfruchtfliege traf dann die Erzeuger von Zitrusfrüchten und verdüsterte die wirtschaftliche Lage Floridas zusätzlich. Während des Zweiten Weltkriegs baute das Militär bedingt durch die strategisch günstige Lage viele Ausbildungskasernen in Florida. Die Wirtschaft Floridas erholte sich aber erst nach dem Ende des Zweiten Weltkriegs.
1947 erklärte US-Präsident Harry S. Truman die Everglades zum Nationalpark. Erst 1967 wurde Florida durch den Obersten Gerichtshof dazu gezwungen, als einer der letzten Staaten der USA das Verbot der Mischehen aufzuheben. Seit den 1960er-Jahren wurde Florida auch zum Ziel für Zigtausende von Immigranten aus Mittel- und Südamerika, unter ihnen viele Kubaner. Lebten 1950 noch 2,7 Millionen Menschen in Florida, so waren es 2006/08 bereits mehr als 18 Millionen. Im Jahr 2000 entschied eine umstrittene Auszählung von Wählerstimmen in Florida die US-Präsidentschaftswahlen. George W. Bush, Bruder des damaligen Gouverneurs Jeb Bush, wurde der 43. Präsident der Vereinigten Staaten.

## Politik
Florida ist dafür bekannt, dass es bei den amerikanischen Präsidentschaftswahlen eine wichtige Rolle spielt, auch wenn es in den letzten Jahren zunehmend republikanisch geprägt ist.

### Gouverneur und Staatsregierung

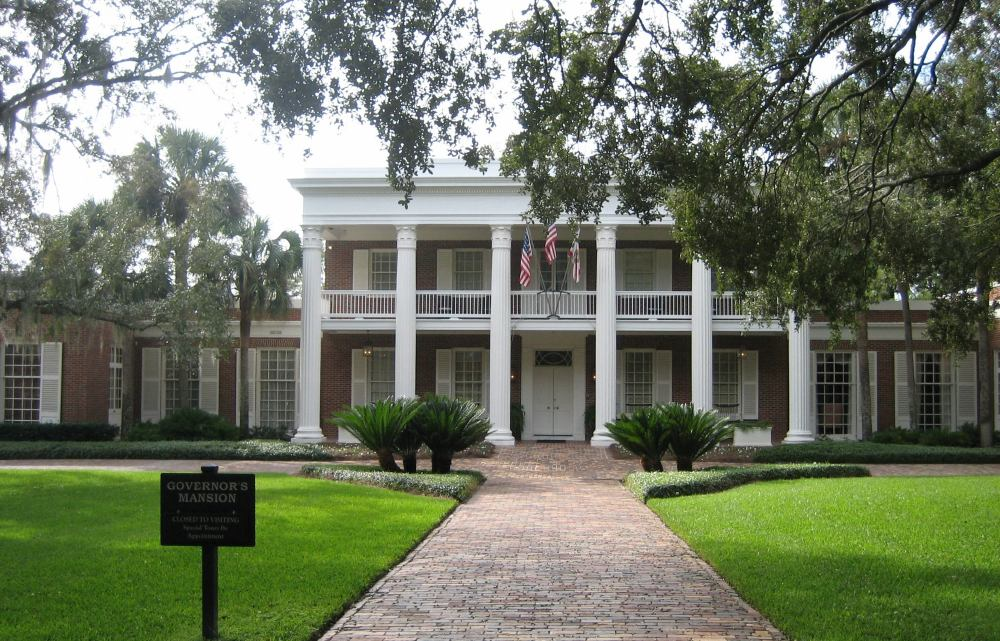
Governor’s Mansion in Tallahassee, Residenz des Gouverneurs von Florida

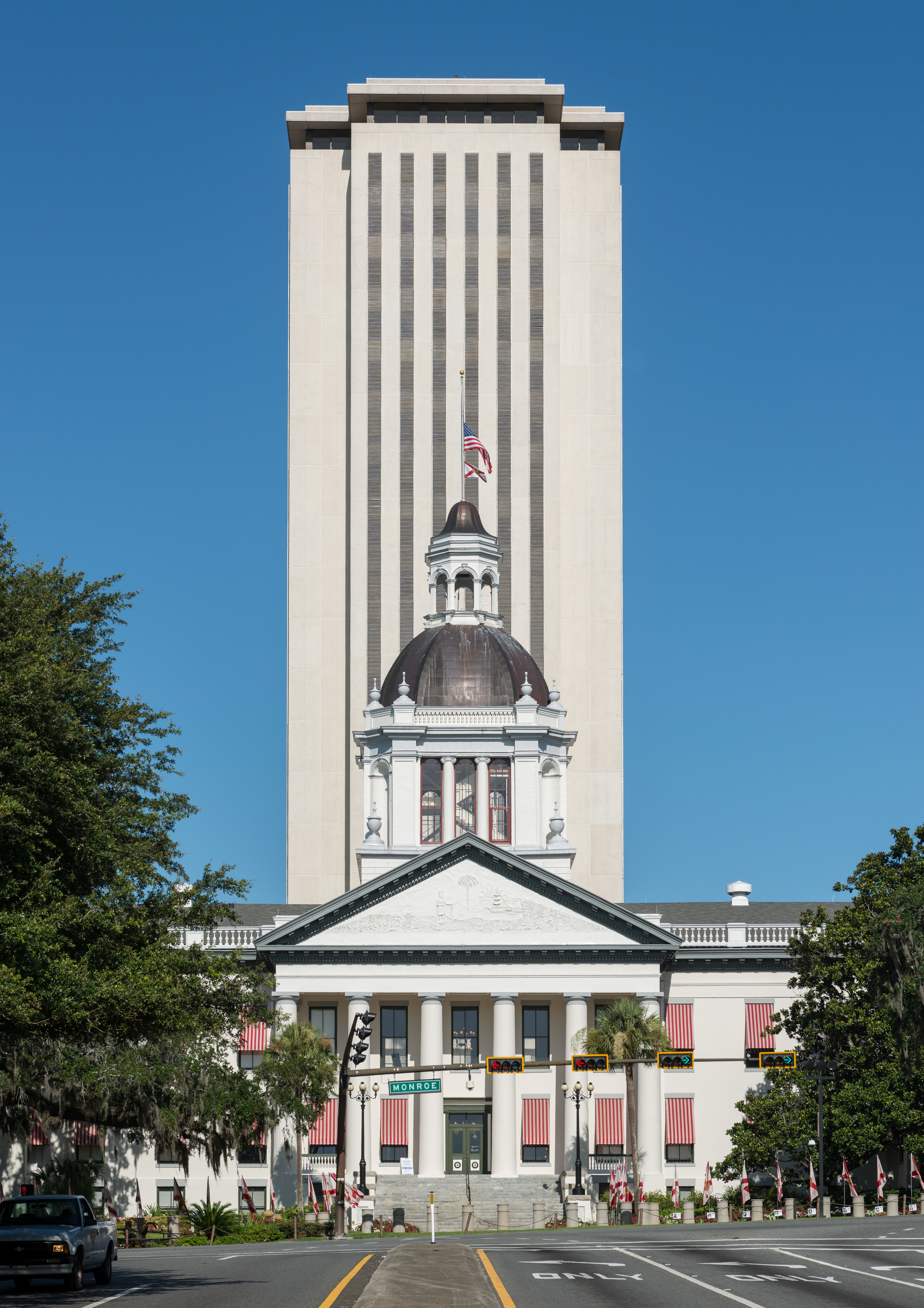
Florida State Capitol (2016)

Gouverneur des Bundesstaates ist seit dem 8. Januar 2019 Ron DeSantis von der Republikanischen Partei.
Der Gouverneur übt auf bundesstaatlicher Ebene die Exekutivgewalt aus, das heißt, er führt die Staatsregierung und bestimmt die Richtlinien der Politik. Er verfügt über das Begnadigungsrecht, ernennt hohe Beamte sowie Richter am bundesstaatlichen Verfassungsgericht und nimmt in der Gesetzgebung eine zentrale Rolle ein, indem er Gesetzesbeschlüsse unterzeichnet oder sein Veto einlegt. Ferner ist er Oberbefehlshaber der Nationalgarde des Staates und vertritt den Staat nach außen. Der Gouverneur wird im Turnus von vier Jahren direkt vom Volk gewählt. Weitere wichtige Mitglieder der Exekutive sind der Vizegouverneur, der Attorney General, der Secretary of State und der State Treasurer (entspricht etwa einem Finanzminister).

### Bundesstaatliche Legislative
Die gesetzgebende Gewalt auf Ebene des Bundesstaates wird durch die Florida Legislature ausgeübt. Sie besteht aus einem Staatssenat mit 40 direkt gewählten Senatoren und dem Repräsentantenhaus mit 120 direkt gewählten Abgeordneten. Die Amtszeiten betragen vier bzw. zwei Jahre. In beiden Kammern verfügen die Republikaner über die Mehrheit der Mandate. Sitz der Legislature ist das Kapitol in Tallahassee, der Hauptstadt des Bundesstaates.

### Politische Landschaft
Florida war wie die anderen Südstaaten bis in die 1950er-Jahre stark von den Demokraten geprägt. Wohl auch wegen der als zu liberal erachteten Einwanderungspolitik der Demokraten kam es zu einer republikanischen Dominanz. Die Republikaner erhielten durch die wachsende Urbanisierung der 1940er- und 1950er-Jahre eine politische Basis in den Vorstädten, in die viele republikanisch wählende Binnenmigranten aus dem Nordosten der Vereinigten Staaten zogen. Die Republikaner gewannen ihr erstes Kongressmandat in Florida seit 1880 bei der Wahl 1954 in der Tampa Bay Area (William C. Cramer) und ihr zweites bei der Wahl 1962 an der zentralöstlichen Space Coast mit Edward Gurney, der 1968 erstmals seit der Reconstruction ein Mandat im Senat der Vereinigten Staaten für Florida gewann. Die Südspitze Floridas wurde durch die Masseneinwanderung von Exilkubanern, die den Republikanern zuneigen, zu einem umkämpften Gebiet. Der republikanische Präsidentschaftskandidat George H. W. Bush gewann Florida bei der Wahl 1988 mit 22 Prozentpunkten Vorsprung, der zentristische Demokrat Bill Clinton gewann jedoch in den 1990er-Jahren viele der Vorstadt-Bewohner, etwa in den Countys Pinellas und Palm Beach, die seitdem immer häufiger Demokraten wählen.
Ab den 1990er Jahren war das Verhältnis Republikaner zu Demokraten etwa 1:1, ab Mitte der 2010er Jahre gewannen die Republikaner in zunehmend an Stärke. Der Staat verändert sich demographisch durch rasanten Bevölkerungszuwachs. Die Gruppen, welche die meisten Einwanderer in Florida stellen, sind die sogenannten Hispanics sowie die Ruheständler aus dem Snow Belt. Beide Gruppen können in ihrer Gesamtheit keiner der beiden Parteien eindeutig zugeordnet werden. Daher bringt die Einwanderung in Florida, das sich dadurch auch von seinem Image als sonnenverwöhnter Agrarstaat lösen konnte, keinem politischen Lager eindeutige Vorteile. Die in den vergangenen Jahren sehr engen Ausgänge bei den Präsidentschaftswahlen in Florida machen den Staat für die Demoskopen nahezu unberechenbar. Neben dem Wandel vom Südstaat zum Melting pot brachte das Bevölkerungswachstum auch einen enormen Anstieg der Wahlmännerstimmen mit sich. Diese stiegen im Verhältnis zu den anderen Staaten der USA in Florida seit dem New Deal am stärksten. 1940 stellte Florida sieben, ab 1944 dann acht, 1952 zehn, 1964 bereits 14, 1972 dann 17 Stimmen. Der rasante Anstieg der Bevölkerung begann in den 1980er-Jahren, als sich in Florida vermehrt Flüchtlinge aus Kuba ansiedelten. Die Zahlen entwickelten sich wie folgt: 1984, 21 Stimmen; 1992, 25 Stimmen; 2000, 27 Stimmen. Florida rückte damit im Electoral College von Platz 31 bis auf den vierten Platz vor, den es seit 1992 innehat. Bei den Präsidentschaftswahlen ab 1952 entschied sich Florida bis auf 1964, 1976, 1996, 2008 und 2012 immer zugunsten der Republikaner. Bei den Präsidentschaftswahlen zwischen 1992 und 2016 erhielten die Demokraten insgesamt 24.140.463 Stimmen, die Republikaner 24.122.710, gerade einmal 17.753 weniger, weshalb Florida in diesem Zeitraum als wichtiger Swing State auf Präsidentschaftsebene galt, während auf der Bundesstaatsebene inzwischen die meisten Ämter in republikanischer Hand sind.
In Miami konkurrieren die liberalen Demokraten mit den reichen Exilkubanern, die eher den Republikanern zugewandt sind. Tampa war früher das Zentrum der Demokratischen Partei, hat sich aber im 2010er Jahrzehnt zu einem Zentrum der Republikaner entwickelt. Die Universitätsstadt Tallahassee ist zu einem neuen starken Zentrum der Demokraten geworden. Während die Demokraten sich vor allem auf die Afroamerikaner als verlässliche Wählergruppe stützen und die Republikaner auf die Mehrheit der Latinos zählen können, bemühten sich beide Parteien lange Zeit um Mäßigung und Zentrismus, um die Wähler in den Vorstädten und die Ruheständler für sich zu gewinnen. Bei der Gouverneurswahl 2018 setzten sich dagegen statt der von den jeweiligen Parteiführungen favorisierten moderaten Kandidaten Ron DeSantis und Andrew Gillum durch, die beide dem rechten bzw. linken Flügel ihrer Partei angehören und die durch Polarisierung auf eine Mobilisierung ihrer eigenen Parteibasis setzten.
Als nach einer Volksbefragung in Florida frühere Strafgefangene – mit Ausnahme von Mördern und Sexualstraftätern – ihr Wahlrecht im Jahr 2018 zurückerhielten, entschieden die dort regierenden Republikaner unter Führung von DeSantis, dass die früheren Strafgefangenen (ein Großteil von ihnen Schwarze beziehungsweise Afroamerikaner, die zu achtzig Prozent die Demokratische Partei wählen) nur ihr Wahlrecht ausüben dürfen, wenn sie ihre Schulden, die im Zusammenhang mit der verbüßten Strafe stehen, abbezahlt haben. Knapp 1,5 Millionen Menschen, etwa fünf Prozent der Bevölkerung des Bundesstaates, hatten eigentlich ihr Wahlrecht nach dem Volksentscheid zurückerhalten, doch hielt die Schulden-Regelung der Republikaner auch nach eingereichten Klagen vor dem Florida Supreme Court stand.
Nach dem Erfolg von Donald Trump in Florida bei der Präsidentschaftswahl 2020 wurde erwartet, dass sich der Staat bei zukünftigen Wahlen dauerhaft zu einem Red State entwickelt. Dies bestätigte sich bei den Halbzeitwahlen 2022 und spätestens bei der Präsidentschaftswahl 2024, als Trump als erster Kandidat seit 1988 mit mehr als zehn Prozentpunkten Vorsprung gewann. Florida selbst wurde bei letzterer bereits nicht mehr als Swing State eingestuft.
Florida stellt im Electoral College bei der Präsidentschaftswahl in den Vereinigten Staaten 2024 erstmals 30 Wahlleute, zuvor waren es ab 2012 noch 29.
| Jahr | Republikaner     | Demokraten       |
| ---- | ---------------- | ---------------- |
| 2024 | 55,9 % 6.110.125 | 42,9 % 4.683.038 |
| 2020 | 51,2 % 5.668.731 | 47,9 % 5.297.045 |
| 2016 | 48,6 % 4.617.886 | 47,4 % 4.504.975 |
| 2012 | 49,0 % 4.163.447 | 49,9 % 4.237.756 |
| 2008 | 48,1 % 4.046.219 | 50,9 % 4.282.367 |
| 2004 | 52,1 % 3.964.522 | 47,1 % 3.583.544 |
| 2000 | 48,9 % 2.912.790 | 48,8 % 2.912.253 |
| 1996 | 42,3 % 2.244.536 | 48,0 % 2.546.870 |
| 1992 | 40,9 % 2.173.310 | 39,0 % 2.072.698 |
| 1988 | 60,9 % 2.618.885 | 38,5 % 1.656.701 |
| 1984 | 65,3 % 2.730.350 | 34,7 % 1.448.816 |
| 1980 | 55,5 % 2.046.951 | 38,5 % 1.419.475 |
| 1976 | 46,6 % 1.469.531 | 51,9 % 1.636.000 |
| 1972 | 71,9 % 1.857.759 | 27,8 % 0.718.117 |
| 1968 | 40,5 % 0.886.804 | 30,9 % 0.676.794 |
| 1964 | 48,8 % 0.905.941 | 51,1 % 0.948.540 |
| 1960 | 51,5 % 0.795.476 | 48,5 % 0.748.700 |

### Politische Gliederung
- Liste der Countys in Florida

### Kongress
- Liste der Mitglieder des Repräsentantenhauses aus Florida
- Liste der US-Senatoren aus Florida

### Mitglieder im 119. Kongress
|  | Name                       | Mitglied seit | Parteizugehörigkeit |
|  | -------------------------- | ------------- | ------------------- |
|  | Jim Patronis               | 2025          | Republikaner        |
|  | Neal Patrick Dunn          | 2017          | Republikaner        |
|  | Kathryn Cammack            | 2021          | Republikaner        |
|  | Aaron Paul Bean            | 2023          | Republikaner        |
|  | John Henry Rutherford      | 2017          | Republikaner        |
|  | Randall Fine               | 2025          | Republikaner        |
|  | Cory Mills                 | 2023          | Republikaner        |
|  | Michael Haridopolos        | 2025          | Republikaner        |
|  | Darren Michael Soto        | 2017          | Demokrat            |
|  | Maxwell Alejandro Frost    | 2023          | Demokrat            |
|  | Daniel Alan Webster        | 2017          | Republikaner        |
|  | Gus Michael Bilirakis      | 2013          | Republikaner        |
|  | Anna Paulina Luna          | 2023          | Republikaner        |
|  | Katherine Anne Castor      | 2013          | Demokrat            |
|  | Laurel Frances Lee         | 2021          | Republikaner        |
|  | Vernon Gale Buchanan       | 2013          | Republikaner        |
|  | William Gregory Steube     | 2019          | Republikaner        |
|  | Clifford Scott Franklin    | 2021          | Republikaner        |
|  | Byron Lowell Donalds       | 2021          | Republikaner        |
|  | Sheila Cherfilus-McCormick | 2022          | Demokrat            |
|  | Brian Jeffery Mast         | 2017          | Republikaner        |
|  | Lois Jane Frankel          | 2013          | Demokrat            |
|  | Jared Evan Moskowitz       | 2023          | Demokrat            |
|  | Frederica Smith Wilson     | 2011          | Demokrat            |
|  | Deborah Wasserman Schultz  | 2006          | Demokrat            |
|  | Mario Diaz-Balart          | 2003          | Republikaner        |
|  | Maria Elvira Salazar       | 2021          | Republikaner        |
|  | Carlos Antonio Giménez     | 2021          | Republikaner        |

|  | Name                | Mitglied seit | Parteizugehörigkeit |
|  | ------------------- | ------------- | ------------------- |
|  | Richard Lynn Scott  | 2019          | Republikaner        |
|  | Ashley Brooke Moody | 2025          | Republikaner        |

### Gouverneure
- Liste der Gouverneure von Florida
- Liste der Vizegouverneure von Florida

### Todesstrafe
Die Todesstrafe wird in Florida nach Texas, Oklahoma und Virginia am vierthäufigsten in den USA vollstreckt, dicht gefolgt von Missouri. Florida hat mit 400 Verurteilten die zweithöchste Zahl in den USA nach Kalifornien. Seit 1976 gab es 92 Hinrichtungen, im Zeitraum 2010–2015 waren es 21 (Stand 15. Januar 2016). Relativ gesehen hat Florida mit 18.801.310 Einwohnern im Jahre 2010 4,9 Menschen pro 1.000.000 Einwohner hingerichtet. (Dazu im Vergleich: Texas 21,1, Oklahoma 29,9, Kalifornien 0,3)

### Abtreibungsverbot
Seit dem 1. Juli 2022 sind Abtreibungen nach der 15. Schwangerschaftswoche nur noch erlaubt, wenn das Leben der Mutter in Gefahr ist. Seit Mai 2024 gilt ein Verbot ab der 6. Schwangerschaftswoche.

## Kultur und Sehenswürdigkeiten
Florida ist weltbekannt für seine Strandresorts, Vergnügungsparks, das warme und sonnige Klima und die Nautik; Attraktionen wie Walt Disney World, das Kennedy Space Center und Miami Beach ziehen jährlich mehrere Millionen Besucher an. 

### Künstler und Sportler
Florida hat einige der bekanntesten amerikanischen Schriftsteller angezogen oder inspiriert, darunter Ernest Hemingway, Marjorie Kinnan Rawlings und Tennessee Williams, und zieht auch weiterhin Berühmtheiten und Sportler an, insbesondere in den Bereichen Golf, Tennis, Autorennen und Wassersport. 

### Parks
| Nationalpark                                                                               | Lage                                                      | Ansicht |
| ------------------------------------------------------------------------------------------ | --------------------------------------------------------- | ------- |
| Biscayne-Nationalpark - Florida - 539.307 Besucher (2003) - gegründet 28. Juni 1980        | Biscayne-Nationalpark · Karte der Vereinigten Staaten     |         |
| Dry-Tortugas-Nationalpark - Florida - 61.765 Besucher (2005) - gegründet 4. Januar 1935    | Dry-Tortugas-Nationalpark · Karte der Vereinigten Staaten |         |
| Everglades-Nationalpark - Florida - 1.233.837 Besucher (2005) - gegründet 6. Dezember 1947 | Everglades-Nationalpark · Karte der Vereinigten Staaten   |         |

### Naturdenkmäler
Der National Park Service (NPS) weist für Florida neben den drei Nationalparks zwei National Preserves und zwei National Seashores aus:
- Big Cypress National Preserve
- Timucuan Ecological and Historic Preserve
- Canaveral National Seashore
- Gulf Islands National Seashore

Hinzu kommen 18 National Natural Landmarks (Stand 30. September 2017).

### Kulturdenkmäler

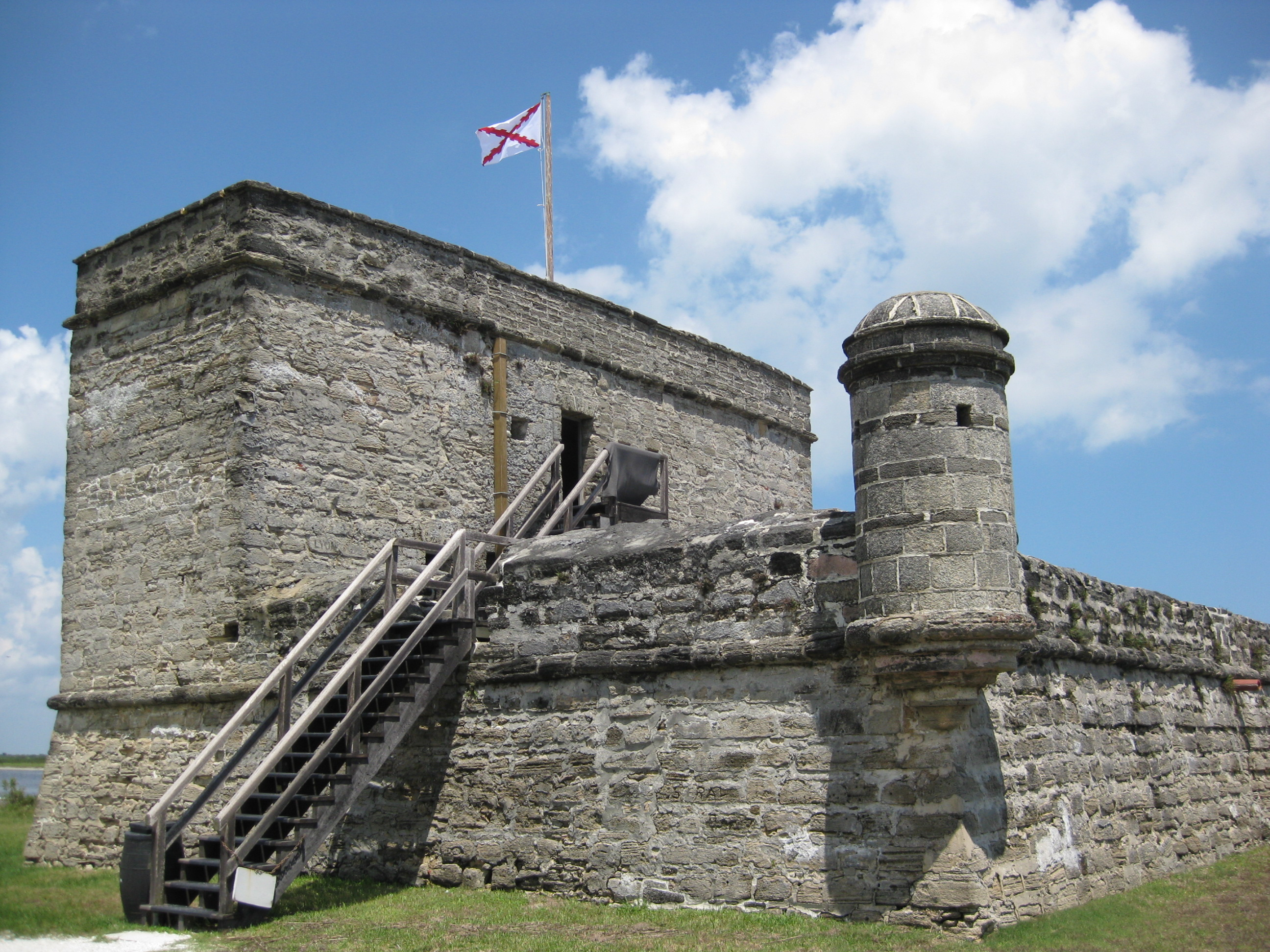
Fort Matanzas National Monument (2008)

An Kulturdenkmälern führt der NPS für Florida zwei National Monuments, zwei National Memorials und eine National Heritage Area:
- Castillo de San Marcos National Monument
- Fort Matanzas National Monument
- De Soto National Memorial
- Fort Caroline National Memorial
- Gullah/Geechee Cultural Heritage Corridor

Des Weiteren gibt es in Florida 46 National Historic Landmarks sowie 1773 Bauwerke und Stätten, die im National Register of Historic Places eingetragen sind (Stand 30. September 2017).

### Sport

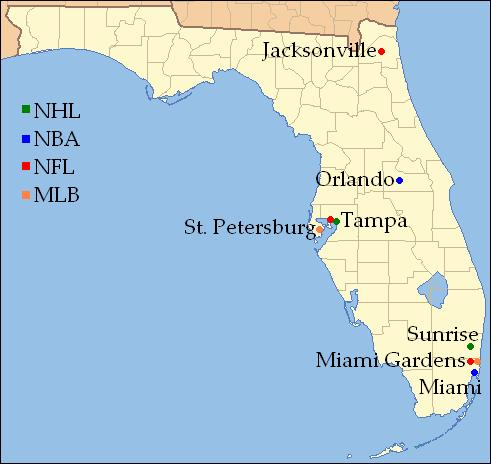
Lage der Sportteams

In Florida gibt es in jeder der vier großen Ligen mehrere Teams. So spielen in der NFL, der weltweit bedeutendsten American-Football-Liga, drei Teams: Die Jacksonville Jaguars, Tampa Bay Buccaneers und die Miami Dolphins, die ihre Heimspiele im Hard Rock Stadium in Miami Gardens austragen. In diesem Stadion spielte auch das Baseballteam der Miami Marlins, vor dem Umzug in den Marlins Park, der auf dem Gelände des ehemaligen Orange Bowl Stadium gebaut worden ist. Ein weiteres Team der MLB sind die Tampa Bay Rays aus Saint Petersburg. In der National Hockey League sind ebenfalls zwei Franchises in Florida ansässig: Die Florida Panthers aus Sunrise nördlich von Miami und Tampa Bay Lightning. In Orlando ist das Basketball-Team Orlando Magic zuhause. Sie spielen zusammen mit Miami Heat in der NBA. In der höchsten US-Fußballliga MLS spielen seit dem Jahr 2015 Orlando City (Heimspiele im Exploria Stadium in Orlando) und seit 2020 Inter Miami (Heimspiele in Fort Lauderdale).
Im Motorsport ist Daytona Beach hervorzuheben, mit seiner Speed Week und den jährlichen Rennen zur US-NASCAR-Rennserie.

## Wirtschaft und Tourismus
Seit Mitte des 20. Jahrhunderts hat Florida ein rasches touristisches und wirtschaftliches Wachstum erlebt. 

### Wirtschaft
Florida ist mit einem Bruttosozialprodukt von 1,647 Billionen Dollar die viertgrößte aller US-Bundesstaaten und die fünfzehntgrößte der Welt; die wichtigsten Sektoren sind Tourismus, Gastgewerbe, Landwirtschaft, Immobilien und Verkehr.
Die Wirtschaftsleistung Floridas betrug im Jahre 2016 insgesamt 926 Milliarden USD, womit es die vierthöchste Wirtschaftsleistung der Bundesstaaten der USA hatte und einen Anteil von 5,02 % an der gesamten amerikanischen Wirtschaft hielt. Als eigenes Land gezählt, entspräche die Wirtschaftsleistung Floridas etwa der von Indonesien. Das reale Bruttoinlandsprodukt pro Kopf (engl. per capita real GDP) lag im Jahre 2016 bei 44.964 USD (nationaler Durchschnitt der 50 US-Bundesstaaten: 57.118 USD; nationaler Rangplatz: 39). Die Arbeitslosenquote lag im November 2017 bei 3,6 % (Landesdurchschnitt: 4,1 %).

### Tourismus
Floridas Klima und die vielen Strände machen es zu einem interessanten Freizeitort für Urlauber aus aller Welt sowie zum Alterssitz vieler Amerikaner. Die Hauptsaison liegt wegen des dann unerträglich schwülen Wetters eher abseits der Sommermonate Juni–August. Auch die diversen Vergnügungsparks Universal Studios, Islands of Adventure, Busch Gardens sowie SeaWorld und nicht zuletzt das Walt Disney World Resort mit den Parks Magic Kingdom, Epcot, Hollywood Studios (ehemals: MGM Studios) und Animal Kingdom in der Nähe von Orlando sind große Anziehungspunkte für Touristen. Daneben konzentriert sich die Wirtschaft auf den Anbau von Zitrusfrüchten (50 % des Verbrauchs der USA) inklusive der Saftproduktion, es gibt zahlreiche Banken und es wird Phosphat abgebaut.

## Sonstiges
Florida ist der wichtigste Startplatz der NASA und US Air Force für ihre Weltraummissionen vom Cape Canaveral, von 1963 bis 1973 Cape Kennedy.
In der Top-10-Liste der schönsten Strände der USA des bekannten Strandtesters Stephen Leatherman alias Dr. Beach wurde der Caladesi Island State Park in der Region Clearwater in Florida im Jahr 2008 zum schönsten Strand der USA erklärt.